# Hotel Meliá (Alicante)
Se conoce como Hotel Meliá a un edificio de grandes dimensiones de la ciudad española de Alicante. El edificio, que se construyó ilegalmente en terreno ganado al mar, alberga los hoteles Meliá Alicante y Spa Porta Maris. Se sitúa entre el dique de Levante del puerto de Alicante y la playa del Postiguet, creando una enorme barrera visual entre ambos. 

## Historia
El edificio se comenzó a construir en 1969 sobre suelo de dominio público marítimo-terrestre sin respetar la altura máxima permitida. Fue inaugurado el 2 de marzo de 1973, con 815 habitaciones, siendo el mayor hotel de la zona mediterránea en aquel momento. En 1990 el ministerio de Obras Públicas y Urbanismo certificó que el edificio era ilegal y, en 1993, todas las fuerzas políticas de la ciudad llegaron a un pacto para derribarlo tan pronto como se llegase a un acuerdo con los propietarios. Sin embargo, el alcalde del Partido Popular, Luis Díaz Alperi, rompió el pacto en 2000 para indultar y legalizar el edificio y permitir que los hoteles siguieran manteniendo su actividad.
Tras perder la moción de censura en junio de 2018, el expresidente del gobierno, Mariano Rajoy, se alojó en el hotel Meliá Alicante mientras ejercía como registrador de la propiedad en Santa Pola (a 20 km).